# Złota kolekcja: Kawałek cienia
Złota kolekcja: Kawałek cienia – album  Grzegorza Turnaua wydany w 2000 roku w ramach Złotej kolekcji. Jest to album kompilacyjny zawierający najbardziej znane piosenki artysty oraz dodatkowo utwór "Apteka marzenie". W 2005 roku została wydana reedycja albumu z nieco zmienioną listą utworów.

## Lista utworów
Wersja 2000
1. Cichosza
2. Pamięć
3. Naprawdę nie dzieje się nic
4. Tak samo
5. Ostatnie słowa
6. To tu, to tam
7. Tutaj jestem
8. Znów wędrujemy
9. Bracka
10. 24 smutki
11. Gdy wszystko się zdarzy
12. Natężenie świadomości
13. Jestem synem mego ojca
14. Między ciszą a ciszą
15. Wszystko co piękne
16. Wiem
17. Leniwa głowa
18. Księżyc w misce
19. Kawałek cienia
20. Apteka marzenie

Reedycja 2005
1. Cichosza
2. Pamięć
3. Naprawdę nie dzieje się nic
4. Tak samo
5. Ostatnie słowa
6. Liryka, liryka
7. Tutaj jestem
8. Znów wędrujemy
9. Bracka
10. 24 smutki
11. Gdy wszystko się zdarzy
12. Natężenie świadomości
13. Jestem synem mego ojca
14. Między ciszą a ciszą
15. Wszystko co piękne
16. Wiem
17. Leniwa głowa
18. Księżyc w misce
19. Kawałek cienia
20. Nawet